# Municipio de Bassett
El municipio de Bassett (en inglés: Bassett Township) es un municipio ubicado en el condado de St. Louis en el estado estadounidense de Minnesota. En el año 2010 tenía una población de 41 habitantes y una densidad poblacional de 0,09 personas por km².

## Geografía
El municipio de Bassett se encuentra ubicado en las coordenadas 47°28′35″N 91°55′55″O / 47.47639, -91.93194. Según la Oficina del Censo de los Estados Unidos, el municipio tiene una superficie total de 472.04 km², de la cual 453,36 km² corresponden a tierra firme y (3,96 %) 18,68 km² es agua.

## Demografía
Según el censo de 2010, había 41 personas residiendo en el municipio de Bassett. La densidad de población era de 0,09 hab./km². De los 41 habitantes, el municipio de Bassett estaba compuesto por el 87,8 % blancos, el 9,76 % eran amerindios y el 2,44 % eran de una mezcla de razas. Del total de la población el 0 % eran hispanos o latinos de cualquier raza.